# Sumhu'alay Yanuf
Sumhu'alay Yanuf (altsüdarabisch smhˁly ynf) war vielleicht ein König von Saba, der im 8. vorchristlichen Jahrhundert regierte.
Sumhu'alay Yanuf ist von einer kurzen Inschrift bekannt, auf der von der Errichtung eines Palastes oder einer Mauer berichtet wird. Sumhu'alay Yanuf wird als Sohn von Yitha'amar (yṯˁˀmr) bezeichnet. Die Inschrift gehört zu den ältesten arabischen Inschriften überhaupt. Eine andere Inschrift nennt ihn zusammen mit anderen Herrschern und berichtet von der Errichtung eines Schreines.
Die Inschriften lauten:
Sumhu'alay Yanuf, Sohn des Yitha'amar, erbaute Yaf'an
und
[...] bei 'Aththar, bei 'Almaqah, bei dhat-Himyam, [bei Ka]rib'il, bei Sumhu'alay, bei Halik, der Sohn des Dhamar'ali und bei Lahay'athar, seinem Vater. Iligadam hat seinen privaten Schrein an Hawbas und 'Almaqah gewidmet.